# Cryptocephalus zinicus
Cryptocephalus zinicus es una especie de insecto coleóptero de la familia Chrysomelidae.
Fue descrita científicamente en 2004 por Lopatin.